# Gore (band)
Gore is een instrumentale hardcore punk-, metal-, noiserockband uit Venlo.

## Geschiedenis
Gore werd opgericht in 1986 door Rob Frey (alias Marij Hel) op bas, Pieter de Sury op gitaar en Danny Arnold Lommen op drums. In deze bezetting maakt de band twee studioalbums en een splitalbum met liveopnamen met Henry Rollins. In oktober 1987 nam de band een sessie op voor John Peel. Nadat De Sury was vervangen door Joes Bentley en Frankie Stroo (beiden gitaar), maakte Gore het derde studioalbum Wrede/The Cruel Peace (geproduceerd door Theo van Eenbergen en Steve Albini). In november 1988 nam de band nummers van Wrede op voor hun tweede Peelsessie. Het album kreeg gematigde recensies, waarna de band werd ontbonden.
Daarna ging Frey echter wel door met het maken van platen onder de naam Gore, vanaf dat moment met Johan van Reede op gitaar en Bardo Maria op drums.
In 1993 veranderde de Duitse doom jazz band Bohren haar naam in Bohren & der Club of Gore, een verwijzing naar de band Gore, die hen inspireerde vanaf dat moment instrumentale muziek te maken.

## Discografie

### Albums
- 1986: Hart Gore (Eksakt Records)
- 1987: Mean Man´s Dream (Eksakt Records)
- 1987: Gore / Henry Rollins Live (Eksakt Records)
- 1988: Wrede (The Cruel Peace) (Megadisc Records)
- 1992: Lifelong Deadline (Armageddon Records)
- 1997: Mest 694'3 (Messback Music)
- 2019: Revanche (Exile on Mainstream Records)

### Ep's
- 1996: Gore & Henk: Voor Nu De Eeuwigheid (Messback Music)

### Compilaties
- 1994: In the Name Of Evil Rotten & Gore (Messback Music, Muziekcassette)
- 1997: Slow Death (Messback Music)
- 2008: Hart Gore / Mean Man´s Dream (Southern Lord Records)